# Dimityr Markow
Dimityr Markow (bg. Димитър Марков) – bułgarski zapaśnik walczący w stylu wolnym. Zajął siódme miejsce na mistrzostwach świata w 1990; dziewiąte w 1989. Brązowy medalista mistrzostw Europy w 1989 roku.